# Axonopus canescens
Axonopus canescens är en gräsart som först beskrevs av Christian Gottfried Daniel Nees von Esenbeck, och fick sitt nu gällande namn av Pilg.. Axonopus canescens ingår i släktet Axonopus och familjen gräs. Inga underarter finns listade i Catalogue of Life.